# 陳員韜

陳員韜，字方略，號環軒，浙江临海人，明朝政治人物，進士出身。

## 生平
宣德五年（1430年）中進士，授監察御史，出按四川，任內打擊貪污，推廣廉政，昭雪死囚四十餘人。英宗正統末年，明軍鎮壓福建鄧茂七之亂時，員韜前去安撫當地民眾，釋放被誣為賊者千餘家。都指揮蔣貴索賄、都督范雄因病不能治軍，均被其彈劾罷免。之後歷任廣東右參政，福建右布政使，當地剛值民亂盜賊平息過後，員韜在地方頗得民心。有一子陳選。